# Escala de tojinos

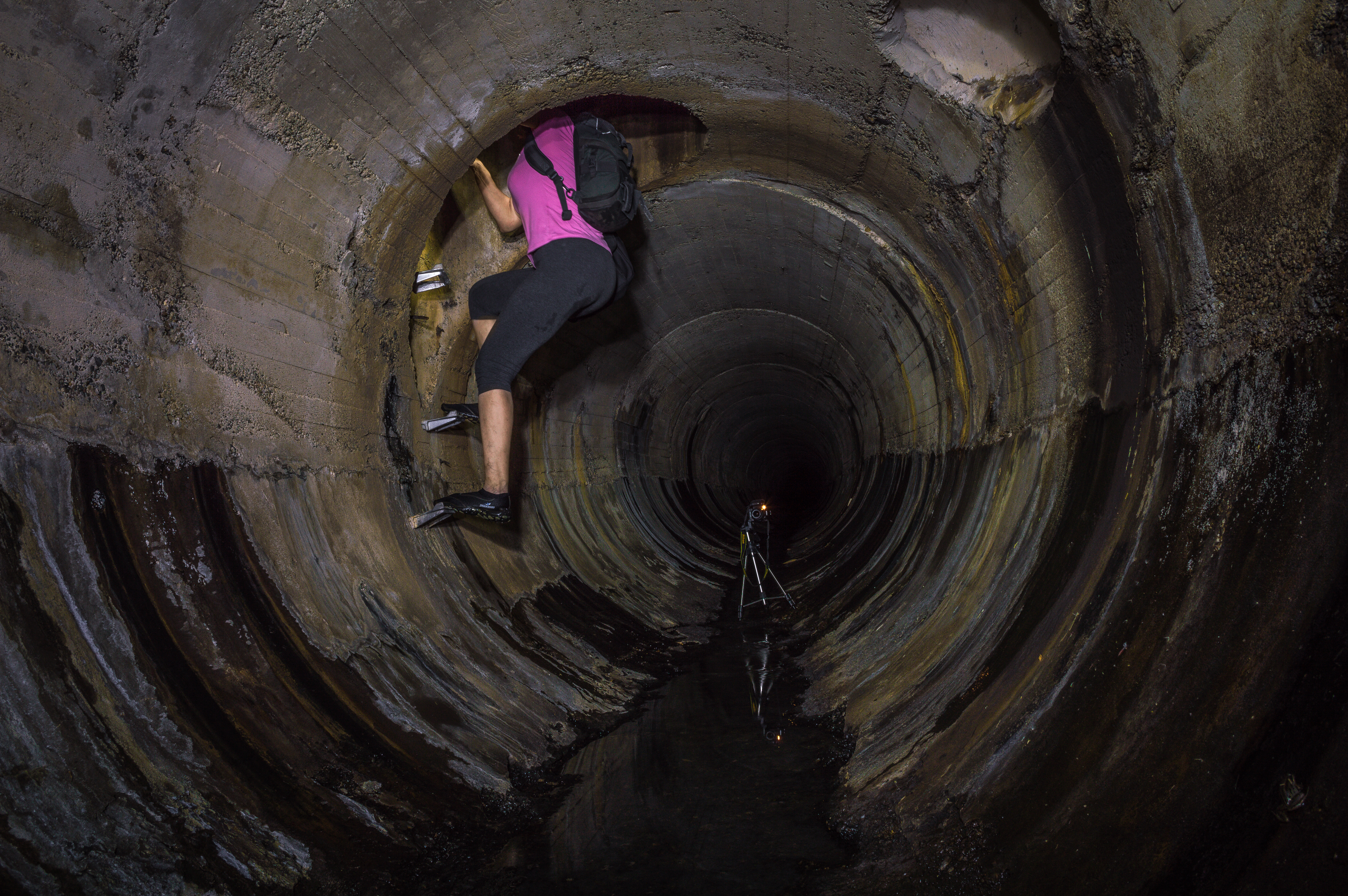
Chica encaramada a una escala de tojinos

Una escala de tojinos o escala de barrotes  (en inglés: monkey ladder), es una escala que consiste en escalones hechos de barrotes horizontales de hierro doblados con forma de una "U", fijados sólidamente a una pared o muro de cierta altura, que se utiliza para no tener que apoyar una escala de mano, cuando hay que subir a lugares de difícil acceso, como puede ser un depósito grandes dimensiones, las grandes chimeneas construidas en las fábricas durante la revolución industrial, la casita de un transformador de alta tensión, la torreta de un submarino, etc.

## Características
Es de diseño sencillo y práctico. Consiste en escalones horizontales de hierro, macizos o tubulares, fijados directamente a una pared o superficie. Estos escalones permiten subir fácilmente a niveles elevados y se utilizan habitualmente aparte de los casos antes mencionados para acceder a la buhardilla, u otros espacios superiores. El término inglés "monkey ladder" proviene del hecho de que la forma de subirla se asemeja a la forma en que los monos suben a los árboles.

## Construcción

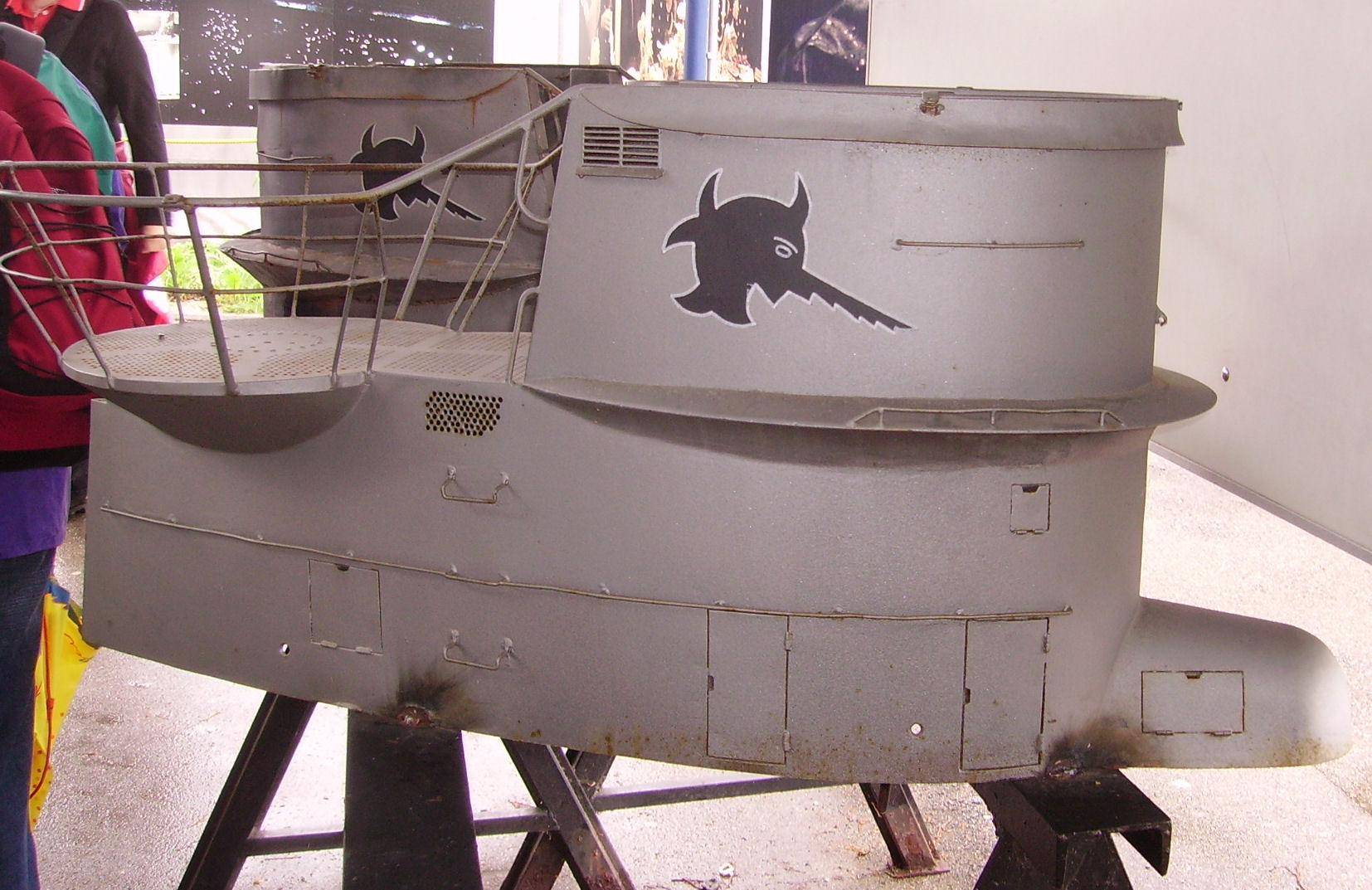
Escala de barrotes (maqueta de la torreta de un U-Boot 96)

Una escala de barrotes suele hacerse de forma segura fijando escalones de hierro sobre una pared a intervalos regulares.  Es un método sencillo que proporciona acceso funcional sin necesidad de una escala vertical completa.
- Los barrotes debe estar anclados a unos puntos de sujeción reforzados.
- Los escalones serán de hierro, acero o material equivalente.
- Los tojines deben tener una resistencia adecuada.
- Los escalones deben medir 400 mm de ancho y deben tener como mínimo 25 mm de espesor.
- Los escalones deben disponerse uniformemente a intervalos no inferiores de 310 mm ni superiores a 350 mm.
- Las escalas de tojines deben disponer de un certificado emitido por un ingeniero que certifique su seguridad.

## Aro salvavidas
Aparte de que los barrotes horizontales de hierro deben estar fijados rígidamente a la estructura, ya sea de hormigón o de hierro, deben tener una sección no inferior a 25 mm. Cuando la pared, muro, depósito o caseta, tenga una altura considerable (pe:de más de 4 metros), es recomendable proteger la escala con una serie de aros salvavidas, es decir hacer que dispongan de lo que en inglés se denomina gangway. 